# 久万 (小惑星)
久万（くま、6255　Kuma）は、太陽系の小惑星のひとつ。火星と木星の間の軌道を公転している。

## 命名
この小惑星が発見された久万高原天体観測館のある、愛媛県久万町（現久万高原町）に因んで命名された。